# Enea Bastianini
‌
Enea Bastianini, né le 30 décembre 1997 à Rimini est un pilote de vitesse moto italien, champion du monde Moto2 en 2020.
Il signe pour la saison 2021 en Moto GP au sein du team Esponsorama Racing (ex Avintia) où il aura pour coéquipier Luca Marini.
En 2022, pour son 19e départ en MotoGP et le retour de Gresini en MotoGP en tant que team, il remporte sa première victoire en MotoGP à Losail au Qatar pour l'ouverture de la saison 2022. Il pilote pour l'écurie officielle Ducati aux côtés de Francesco Bagnaia à compter de la saison 2023.

## Biographie

### Les débuts
Dès l'âge 3 ans et 3 mois, Bastianini a piloté un mini bike avec son numéro de course, 33. Après une carrière réussie dans la course de mini bike, Bastianini a couru avec succès dans diverses catégories, dont le Honda HIRP Trophy 100cc, le MiniGP 70cc Italian Championship et le Honda RS125 Trophy, où il a terminé champion lors de la saison 2012.
En 2013, Bastianini a participé à la Red Bull MotoGP Rookies Cup, où il a remporté deux victoires en route vers une quatrième place au championnat. Bastianini a également fait ses premiers pas en Moto3, participant à cinq courses du Championnat d'Italie.

### Carrière Moto3

#### 2014: l'apprentissage du Moto 3.
Au guidon de la KTM de Go and Fun, Enea apprend le Moto 3 et termine 9em de la saison et signe avec Gresini Honda pour l'année suivante, il y restera 3 saisons.

#### 2015-2016: lutte pour le titre

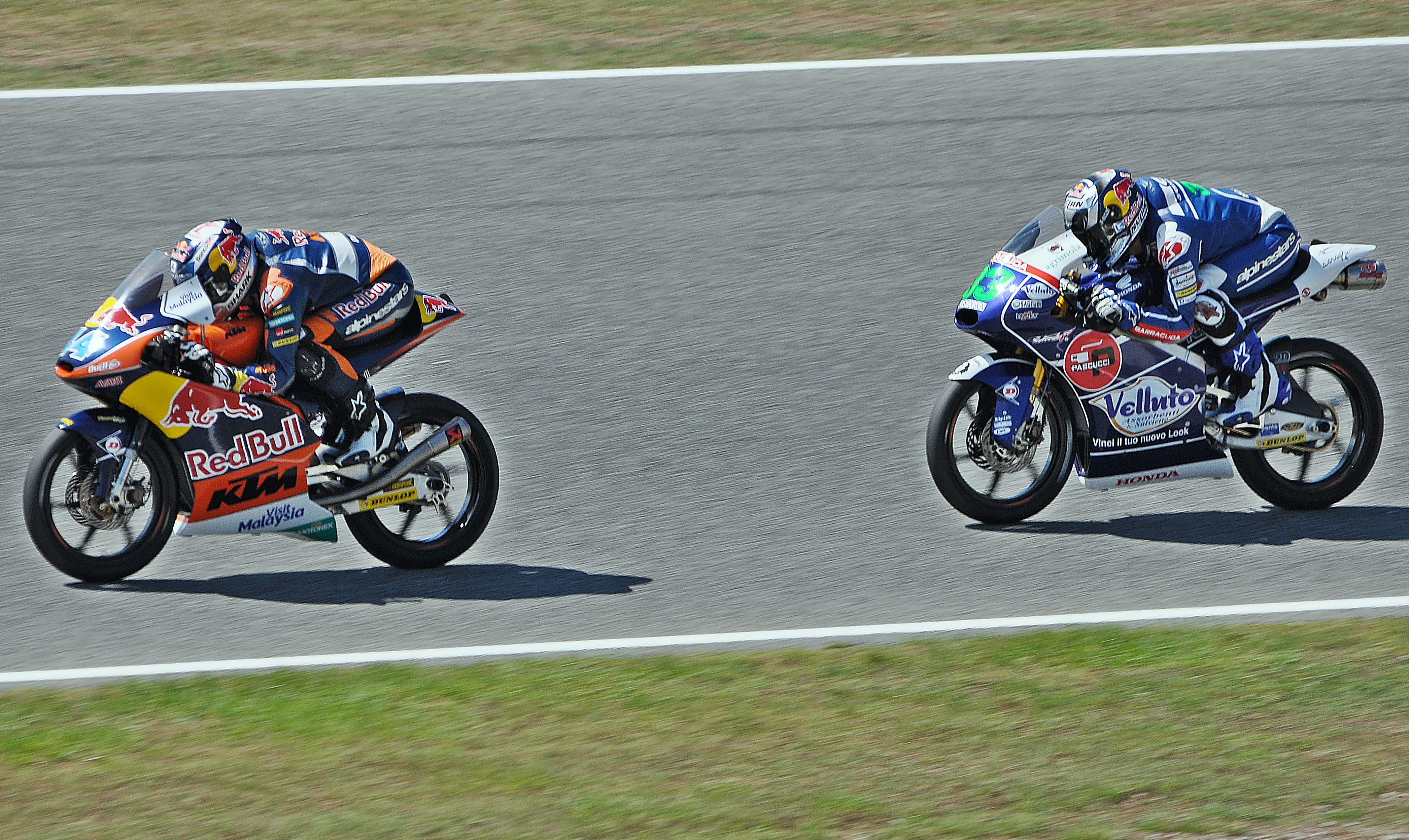
Bagarre en course de Bastianini face à Miguel Oliveira au Grand Prix de Catalogne 2015

En 2015, au guidon de la Honda, Bastianini est devenu le challenger le plus proche du leader de la course Danny Kent, remportant cinq podiums dont quatre deuxièmes places et deux pole positions dans les onze premières courses de la saison. À Misano en septembre, Bastianini a remporté sa première victoire en course et parti de la pole position. Bastianini a fait partie de la bataille de tête à cinq pilote pour toute la course, et a remporté la course après un passage au dernier tour sur Miguel Oliveira. Bastianini a terminé à la troisième place dans le classement final du championnat.
En 2016, Bastianini a continué à courir dans la catégorie Moto3 avec Gresini Racing Moto3. Il a terminé la saison en tant que vice-champion derrière Brad Binder avec 177 points dont 6 podiums et une victoire à Motegi.

#### 2017-2018: changement d'équipe, saison difficile

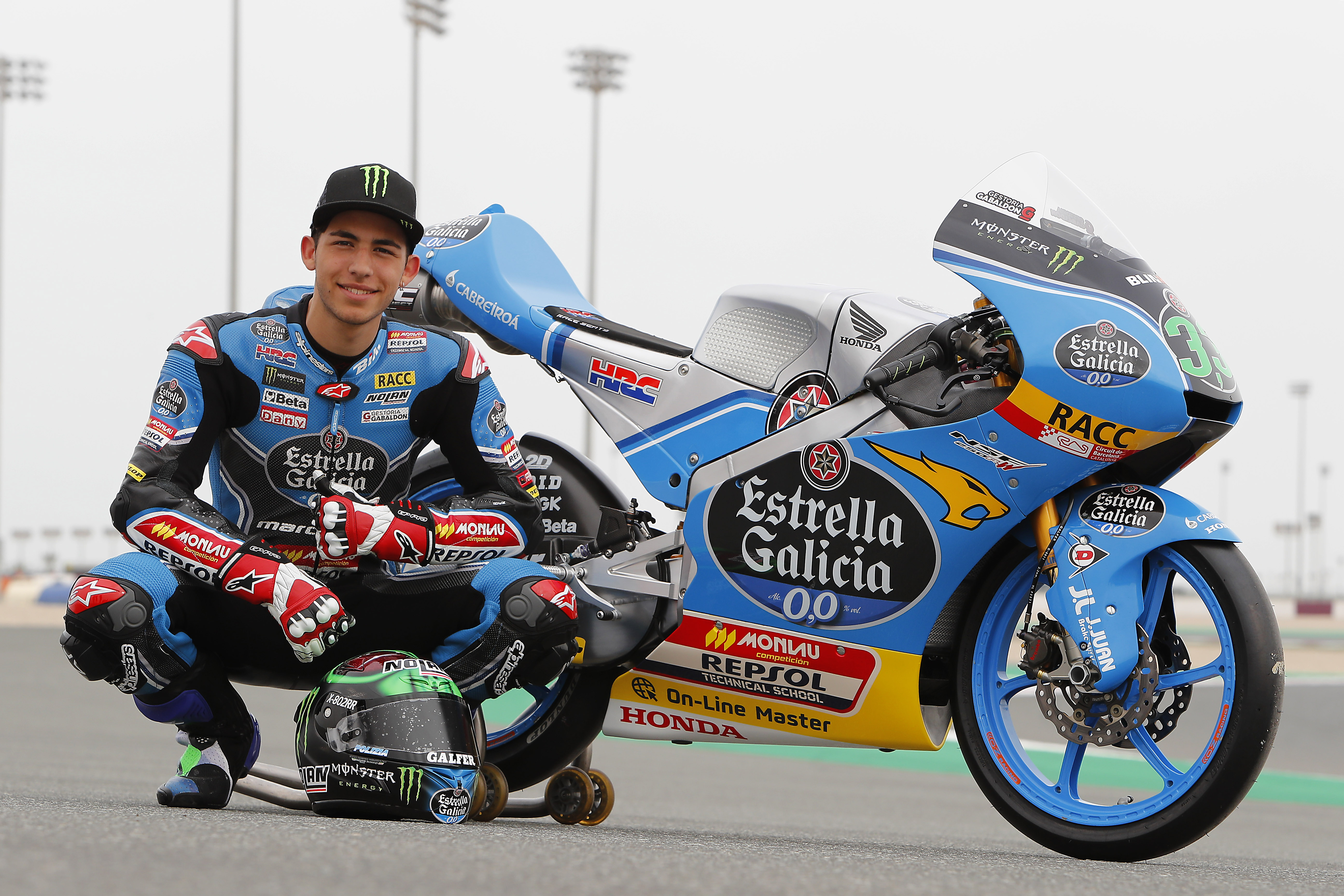
Bastianini en Moto3 en 2017

En 2017, Bastianini rejoint l'équipe Estrella Galicia 0,0 avec comme coéquipier Arón Canet mais les résultats ne sont pas à la hauteur de l'équipe malgré une pole position à Misano et deux podiums à Silvertone et en Aragon. Il terminera 6e du championnat du monde Moto3.
L'année suivante, Enea Bastianini change à nouveau équipe pour aller dans le team luxembourgois "Leopard Racing", il sera l'équipier de Lorenzo Dalla Porta. Sa saison sera largement meilleur que la précédente, il se voit finir 4e du championnat avec une victoire et pole en Catalogne et 5 podiums.
Pour la saison 2019, il monte en Moto2 avec l'équipe italienne Italtrans Racing Team.

### Carrière Moto2

#### 2019: premier podium en catégorie Moto2
Pour cette première année en Moto 2, Bastianini court sous les couleurs d’Italtrans Racing remplacent Mattia Pasini sur une Kalex et fera son premier podium à Brno puis terminera 10e avec 97 pts.

#### 2020: champion Moto2
Pour cette année particulière, les motos 2 ont eux 15 départs et Bastianini a fait 7 podiums et gagné 3 courses au guidon de sa Kalex, toujours Italtrans, le 22 novembre 2020 sur le circuit de Portimão, lors de la toute dernière épreuve, Bastianini devient champion du monde Moto2 avec 205 points pour seulement 9 points d'avance sur Marini et Lowes.

### Carrière MotoGP

#### 2021: début avec Esponsorama Racing en MotoGP

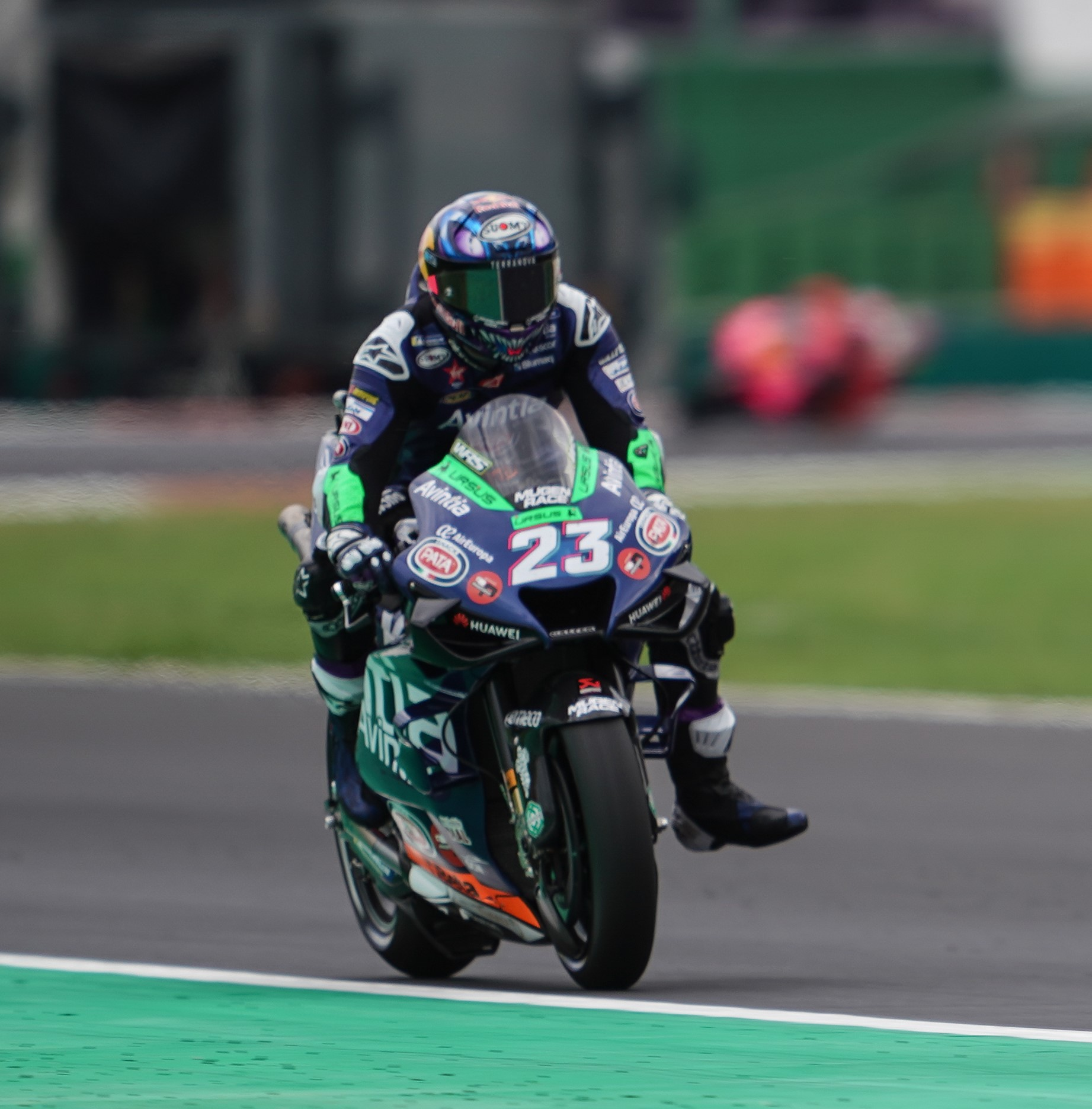
Enea Bastianini au Grand Prix de Saint-Marin en 2021.

En 2021, Bastianini signe avec Esponsorama Racing en MotoGP et il aura pour coéquipier son rival Moto2 et compatriote Luca Marini. Il marquera régulièrement des points et signera 2 podium à Misano pour son Grand Prix à domicile. Il terminera 13e du Championnat du monde avec 87 points pour sa première saison.

#### 2022: transfert chez Gresini et première victoire en MotoGP
À la suite du rachat de Avintia par l'équipe Sky Racing VR46, Bastianini ne sera pas reconduit par cette équipe pour laisser place Marco Bezzecchi, pilote de l'académie de Valentino Rossi. Au vu des performances du pilote italien et ces deux podiums la saison dernière, Bastianini signe chez Gresini pour la saison 2022 sur une Ducati, il aura un nouveau coéquipier rookie qui sera l'italien Fabio Di Giannantonio. Son transfert pour le team de Fausto Gresini fu payant car dès le grand prix de la manche d'ouverture au Qatar, il part en première ligne et il remporte son premier grand prix en MotoGP. Un mois plus tard, il recrée la surprise en remportant le Grand Prix des Amériques.

#### 2023: membre de l'équipe officielle Ducati
Enea Bastianini est recruté par l'écurie officielle Ducati aux côtés de Francesco Bagnaia à compter de la saison 2023 en remplacement de Jack Miller. Il chute lors de la course sprint du premier Grand Prix de la saison au Portugal. Atteint d'une fracture à une omoplate, il manque les deux Grands Prix suivants. De retour sur la quatrième manche en Espagne, il annonce déclarer forfait pour les qualifications et la course après avoir participé aux essais libres en raisons de ses douleurs persistantes. Il est ensuite remplacé par Danilo Petrucci à l'occasion du Grand Prix de France.

#### 2024: dernière saison avec Ducati
L'écurie annonce que Bastianini ne pilotera plus pour Ducati en 2025, remplacé par Marc Marquez. L'italien rejoindra KTM Tech3 la saison prochaine.

## Statistiques

### Résultats par saisons
(Mise à jour après le Grand Prix moto solidaire de Barcelone 2024)
| Année | Cat.   | Moto   | Départs | Vict. | Podiums | Poles | M. tour | Points | Classement |
| ----- | ------ | ------ | ------- | ----- | ------- | ----- | ------- | ------ | ---------- |
| 2014  | Moto3  | KTM    | 18      | 0     | 3       | 0     | 0       | 127    | 9e         |
| 2015  | Moto3  | Honda  | 18      | 1     | 6       | 4     | 2       | 207    | 3e         |
| 2016  | Moto3  | Honda  | 16      | 1     | 6       | 3     | 0       | 177    | 2e         |
| 2017  | Moto3  | Honda  | 18      | 0     | 3       | 1     | 0       | 141    | 6e         |
| 2018  | Moto3  | Honda  | 18      | 1     | 6       | 1     | 1       | 177    | 4e         |
| 2019  | Moto2  | Kalex  | 18      | 0     | 1       | 0     | 0       | 97     | 10e        |
| 2020  | Moto2  | Kalex  | 15      | 3     | 7       | 0     | 2       | 205    | 1er        |
| 2021  | MotoGP | Ducati | 18      | 0     | 2       | 0     | 1       | 102    | 11e        |
| 2022  | MotoGP | Ducati | 20      | 4     | 6       | 1     | 3       | 219    | 3e         |
| 2023  | MotoGP | Ducati | 11      | 1     | 1       | 0     | 2       | 84     | 15e        |
| 2024  | MotoGP | Ducati | 20      | 2     | 9       | 1     | 2       | 386    | 4e         |
|       |        |        |         |       |         |       |         |        |            |
| Total |        |        | 190     | 13    | 50      | 11    | 13      | 1922   |            |

*Saison en cours

### Statistiques par catégorie
(Mise à jour après le Grand Prix moto solidaire de Barcelone 2024)
| Catégorie | Année     | 1er GP   | 1er Podium | 1re Victoire | Courses | Victoires | Podiums | Pole | M.tours¹ | Points | Titres |
| --------- | --------- | -------- | ---------- | ------------ | ------- | --------- | ------- | ---- | -------- | ------ | ------ |
| Moto3     | 2014-2018 | QAT 2014 | CAT 2014   | RSM 2015     | 88      | 3         | 24      | 9    | 3        | 829    | 0      |
| Moto2     | 2019-2020 | QAT 2019 | CZE 2019   | AND 2020     | 33      | 3         | 8       | 0    | 2        | 302    | 1      |
| MotoGP    | 2021-     | QAT 2021 | RSM 2021   | QAT 2022     | 69      | 7         | 18      | 2    | 8        | 791    | 0      |
| Total     | 2014-     |          |            |              | 190     | 13        | 50      | 11   | 13       | 1922   | 1      |

### Courses par année
| Sais | Cat    | Moto   | 1       | 2      | 3      | 4       | 5       | 6       | 7      | 8        | 9       | 10     | 11       | 12      | 13      | 14      | 15       | 16      | 17     | 18      | 19     | 20      | 21  | 22  | Clas | Pts |
| ---- | ------ | ------ | ------- | ------ | ------ | ------- | ------- | ------- | ------ | -------- | ------- | ------ | -------- | ------- | ------- | ------- | -------- | ------- | ------ | ------- | ------ | ------- | --- | --- | ---- | --- |
| 2014 | Moto3  | KTM    | QAT 16  | AME 13 | ARG 10 | SPA 9   | FRA 7   | ITA Ab. | CAT 2  | NED Ab.  | GER 15  | IND 11 | CZE 2    | GBR 3   | RSM 5   | ARA 6   | JPN 8    | AUS Ab. | MAL 10 | VAL 11  |        |         |     |     | 9e   | 127 |
| 2015 | Moto3  | Honda  | QAT 2   | AME 4  | ARG 9  | SPA 9   | FRA 2   | ITA 5   | CAT 2  | NED 6    | GER 3   | IND 6  | CZE 2    | GBR Ab. | RSM 1   | ARA Ab. | JPN 7    | AUS Ab. | MAL 8  | VAL 5   |        |         |     |     | 3e   | 207 |
| 2016 | Moto3  | Honda  | QAT 5   | ARG 17 | AME 6  | SPA 8   | FRA     | ITA 12  | CAT 3  | NED Ab.  | GER 3   | AUT 3  | CZE 4    | GBR 7   | RSM 2   | ARA 3   | JPN 1    | AUS Ab. | MAL    | VAL 4   |        |         |     |     | 2e   | 177 |
| 2017 | Moto3  | Honda  | QAT 16  | ARG 27 | AME 4  | SPA 8   | FRA 6   | ITA 11  | CAT 4  | NED Ab.  | GER 6   | CZE 17 | AUT 10   | GBR 2   | RSM 14  | ARA 3   | JPN 16   | AUS 5   | MAL 3  | VAL 5   |        |         |     |     | 6e   | 141 |
| 2018 | Moto3  | Honda  | QAT Ab. | ARG 4  | AME 2  | SPA Ab. | FRA Ab. | ITA 6   | CAT 1  | NED 3    | GER Ab. | CZE 4  | AUT 2    | GBR C   | RSM Ab. | ARA 3   | THA Ab.  | JPN 7   | AUS 8  | MAL 3   | VAL 5  |         |     |     | 4e   | 177 |
| 2019 | Moto2  | Kalex  | QAT 9   | ARG 9  | AME 9  | SPA 11  | FRA 7   | ITA 6   | CAT 5  | NED Ab.  | GER 14  | CZE 3  | AUT Ab.  | GBR DNS | RSM 9   | ARA 24  | THA 11   | JPN 7   | AUS 17 | MAL 24  | VAL 14 |         |     |     | 10e  | 97  |
| 2020 | Moto2  | Kalex  | QAT 3   | SPA 9  | AND 1  | CZE 1   | AUT Ab. | STY 10  | RSM 3  | EMR 1    | CAT 6   | FRA 11 | ARA 2    | TER 3   | EUR 4   | VAL 6   | POR 5    |         |        |         |        |         |     |     | 1er  | 205 |
| 2021 | MotoGP | Ducati | QAT 10  | DOA 11 | POR 9  | ESP Ab. | FRA 14  | ITA Ab. | CAT 10 | GER 16   | NED 15  | STY 12 | AUT Ab.  | GBR 12  | ARA 6   | RSM 3   | AME 6    | EMI 3   | ALR 9  | VAL 8   |        |         |     |     | 11e  | 102 |
| 2022 | MotoGP | Ducati | QAT 1   | IND 11 | ARG 10 | AME 1   | POR Ab. | ESP 8   | FRA 1  | ITA Ab.  | CAT Ab. | GER 10 | NED 11   | GBR 4   | AUT Ab. | RSM 2   | ARA 1    | JPN 9   | THA 6  | AUS 5   | MAL 2  | VAL 8   |     |     | 3e   | 219 |
| 2023 | MotoGP | Ducati | POR DNS | ARG    | AME    | ESP DNS | FRA     | ITA 9   | GER 8  | NED Ab.8 | GBR Ab. | AUT 10 | CAT DNS9 | RSM     | IND     | JPN     | IND 87   | AUS 10  | THA 13 | MAL 14  | QAT 8  | VAL Ab. |     |     | 15e  | 84  |
| 2024 | MotoGP | Ducati | QAT 56  | POR 26 | AME 36 | ESP 5   | FRA 4   | CAT 185 | ITA 2  | NED 34   | GER 4   | GBR 1  | AUT 34   | ARA 57  | RSM 34  | EMI 13  | IND Ab.2 | JPN 42  | AUS 53 | THA 141 | MAL 3  | SLD 72  |     |     | 4e   | 386 |
| 2025 |        |        | THA     | ARG    | AME    | QAT     | ESP     | FRA     | GBR    | ARA      | ITA     | NED    | ALL      | TCH     | AUT     | HON     | CAT      | RSM     | JPN    | IND     | AUS    | MAL     | POR | VAL |      |     |

*Saison en cours

## Palmarès

### Victoires en Moto3: 3
| Année | Lieu du Grand Prix             | Circuit                               | Ville     |
| ----- | ------------------------------ | ------------------------------------- | --------- |
| 2015  | Grand Prix moto de Saint-Marin | Misano World Circuit Marco Simoncelli | Misano    |
| 2016  | Grand Prix moto du Japon       | Circuit de Motegi                     | Motegi    |
| 2018  | Grand Prix moto de Catalogne   | Circuit de Catalogne                  | Barcelone |

### Victoires en Moto2: 3
| Année | Lieu du Grand Prix                    | Circuit                               | Ville                |
| ----- | ------------------------------------- | ------------------------------------- | -------------------- |
| 2020  | Grand Prix moto d'Andalousie          | Circuit permanent de Jerez            | Jerez de la Frontera |
| 2020  | Grand Prix moto de République tchèque | Circuit de Masaryk                    | Brno                 |
| 2020  | Grand Prix d’Émilie-Romagne           | Misano World Circuit Marco Simoncelli | Misano               |

### Victoires en MotoGP: 7
| Année | Lieu du Grand Prix                 | Circuit                            | Ville            |
| ----- | ---------------------------------- | ---------------------------------- | ---------------- |
| 2022  | Grand Prix moto du Qatar           | Circuit international de Losail    | Losail           |
| 2022  | Grand Prix moto des Amériques      | Circuit des Amériques              | Austin           |
| 2022  | Grand Prix moto de France          | Circuit Bugatti                    | Le Mans          |
| 2022  | Grand Prix moto d'Aragon           | Circuit Motorland Aragon           | Alcañiz          |
| 2023  | Grand Prix moto de Malaisie        | Circuit International de Sepang    | Selangor         |
| 2024  | Grand Prix moto de Grande-Bretagne | Circuit de Silverstone             | Silverstone      |
| 2024  | Grand Prix moto d'Émilie-Romagne   | Circuit de Misano Marco-Simoncelli | Misano Adriatico |